# Frankrijk op het Eurovisiesongfestival 1968
Frankrijk nam deel aan het Eurovisiesongfestival 1968 in Londen, Verenigd Koninkrijk. Het was de 13de deelname van het land op het Eurovisiesongfestival. ORTF was verantwoordelijk voor de Franse bijdrage voor de editie van 1968.

## Selectieprocedure
In 1968 deed Isabelle Aubret voor Frankrijk mee aan het Eurovisiesongfestival. In 1962 wist ze het festival al voor Frankrijk te winnen. De zangeres en het lied werden intern door de omroep gekozen. 

## In Londen
Frankrijk trad als tiende aan, na Finland en voorafgaand aan Italië. Aan het begin van de puntentelling stond Frankrijk nog aan kop en leek het er op dat Aubret het festival voor de tweede keer zou winnen. Maar uiteindelijk moest de zangeres tevreden zijn met een derde plaats. Het hoogste aantal punten kreeg Frankrijk van buurland België, dat zes punten overhad voor La Soucre.
1956 · 1957 · 1958 · 1959 · 1960 · 1961 · 1962 · 1963 · 1964 · 1965 · 1966 · 1967 · 1968 · 1969 · 1970 · 1971 · 1972 · 1973 · 1974 · 1975 · 1976 · 1977 · 1978 · 1979 · 1980 · 1981 · 1982 · 1983 · 1984 · 1985 · 1986 · 1987 · 1988 · 1989 · 1990 · 1991 · 1992 · 1993 · 1994 · 1995 · 1996 · 1997 · 1998 · 1999 · 2000 · 2001 · 2002 · 2003 · 2004 · 2005 · 2006 · 2007 · 2008 · 2009 · 2010 · 2011 · 2012 · 2013 · 2014 · 2015 · 2016 · 2017 · 2018 · 2019 · 2020 · 2021 · 2022 · 2023 · 2024 · 2025